# Alessia Mosca
Alessia Maria Mosca (ur. 23 maja 1975 w Monzy) – włoska polityk, publicystka i politolog, posłanka do Izby Deputowanych, deputowana do Parlamentu Europejskiego VIII kadencji.

## Życiorys
Ukończyła studia z zakresu filozofii na Katolickim Uniwersytecie Najświętszego Serca w Mediolanie. Kształciła się następnie na Johns Hopkins University oraz na Uniwersytecie we Florencji, gdzie uzyskała doktorat z zakresu nauk politycznych. W 2004 została badaczką w instytucie naukowym, który założył Beniamino Andreatta. Pracowała także w Parlamencie Europejskim, wykładała jako adiunkt na macierzystej uczelni, była również członkinią sekretariatu Enrica Letty, pełniącego funkcje sekretarza rady ministrów. Zaangażowała się w działalność polityczną w ramach partii Margherita, była członkinią władz krajowych tego ugrupowania, a także wiceprzewodniczącą organizacji młodzieżowej Europejskiej Partii Ludowej. W 2007 dołączyła ze swoją formacją do nowo utworzonej Partii Demokratycznej. Jest autorką publikacji poświęconych problematyce Unii Europejskiej.
W wyborach w 2008 uzyskała mandat posłanki do Izby Deputowanych XVI kadencji. W 2013 z powodzeniem ubiegała się o reelekcję na XVII kadencję. W 2014 z ramienia PD została wybrana na eurodeputowaną.